# Calacán
Calacán és una pel·lícula mexicana del gènere infantil, dirigida pel cineasta Luis Kelly estrenada l'any 1987. En la realització del guió hi participaren Mauro Mendoza, Fernando Fuentes i el mateix Luis Kelly. Va ser una de les 24 pel·lícules que van participar en L'III Concurs de Cinema Experimental a Mèxic, convocat per l'Instituto Mexicano de Cinematografía (IMCINE) el 1984. Va obtenir 5 premis: Música original, Edició, Ambientació, Execució musical i So.
Va ser una cinta innovadora en la seva època a causa de l'estil de producció en el qual es va conjunyir la participació de titelles, marionetes gegants, actors, música i ball.
La Compañía Teatral La Trouppe és una compañía de teatre mexicana productora de teatre familiar fundada per Mauro Mendoza i Sylvia Guevara en desembre de 1980, guanyadora del Premi Rosete Aranda al millor teatre de Titelles eg 2009. va realitzar un gran creatiu a Calacán, que posteriorment van plasmar en l'obra de teatre basada en la cinta amb el títol "Un pueblo fantástico... Calacán" també sota la direcció de Luis Kelly, la qual es va estrenar el 20 de setembre de 1986.

## Sinopsi
Ernesto és un nen de 8 anys que una nit descobreix els plans d'una organització per a interrompre la fabricació de les tradicionals calaveres de sucre pel dia de morts, amb la intenció de substituir-les per carabasses de plàstic. Alarmat per la situació convenç al seu papà, que es dedica a vendre dolços típics per tot Michoacán, per a buscar un poble que ningú coneix, però en el que ell sap que Matz i Metz, vilans de la història, duran a terme el seu pla. Al mateix temps en Calacán, Felipe, un nen calavera, s'assabenta dels plans ja que en la fleca dels seus papàs (Pancho i Cuca la Vera), es fabriquen les més boniques calaveres de tot Calacán, per la qual cosa els malosos es dirigeixen a ella per a tractar de destorbar la fabricació. Finalment Ernesto arriba a Calacán i juntament amb Felipe elabora un pla per a interferir amb el maliciós propòsit de Matz i Metz i salvar la tradició mexicana del dia de morts. Però per a aconseguir-ho han de passar per una infinitat de peripècies i aventures. Així els nens aconsegueixen el seu propòsit, ajudats per altres calaveres i personatges, vencen als impulsors transnacionals del plàstic i salven el festeig tradicional amb les calaveres de sucre i les carabasses naturals.

## Producció i postproducció
Va començar el seu rodatge el 7 de juny de 1985. El pizarrazo inicial va estar a càrrec de Alberto Isaac, el llavors director general del Instituto Mexicano de Cinematografía, en un acte simbòlic que va tenir lloc als Estudios Churubusco.
La producció va estar en mans de les companyies associades: Emulsión i Gelatina, fundada en 1982 i que ara ha canviat de nom per a convertir-se en Verdeespina Studios; Dasa Films S.A., que va tenir el seu origen en 1873, una època de gran auge per a la indústria cinematogràfica a Mèxic; La Companyia Teatral La Trouppe, dedicada a rescatar dos arts oblidats: els pallassos i els titelles; i Producciones Fonoimagen.
La durada total de producció va ser d'any i mig a causa del treball que va significar unificar titelles de grandària natural i actors amb una perspectiva estètica apresa de les tradicions culturals de Mèxic que sumades a la fantasia van donar origen a Calacán. El rodatge va tenir una durada de cinc setmanes en escenaris naturals de la Ciutat de Mèxic i de Santa Fe de la Laguna a Michoacán. I va concloure el rodatge oficialment a Pátzcuaro, Michoacán, el 12 de juliol de 1985. La postproducció es va ferals Estudios Churubusco.
Calacán va ser categoritzada com a cinema experimental. La combinació de titelles i actors va fer possible trobar elements com a personatges usant màscares de làtex i vaques calacas, que eren en realitat marionetes de la grandària d'un acte compacte i manejades per 5 titellaires. Planteó un missatge dirigit al públic infantil: la defensa de valors culturals com les calaveritas de sucre i el dia de morts, enfront d'altres tradicions estrangeres com les carabasses de plàstic i el hallowen.

## Estrena
L'estrena oficial en sales es va realitzar el 19 d'abril de 1986 a la Sala Fernando Fuentes de la Cineteca Nacional, durant la Mostra Experimental que es va dur a terme del 17 al 27 d'abril del mateix any, on es van exhibir les 10 cintes resultants del III Concurs de Cinema Experimental a Mèxic. Va tenir una reestrena en el mateix recinte el 2 d'agost de 1987.
El 12 de juliol de 1986 es va presentar en televisió oberta un programa especial del making-of de Calacán titulat "Detrás de... Calacán", que es va transmetre pel canal 9 a les 11.00 hores i va ser conduït per Fernando Alcalá. En ell es van explicar tots els trucs i caracteritzacions que van ser utilitzats durant el rodatge, amb la participació dels seus personatges i creadorss.
L'estrena en sales comercials es va realitzar en 2 d'abril de 1987, iniciant la seva exhibició en vuit cinemes del Districte Federal.

## Premis
Com a participant del III Concurs de Cinema Experimental va rebre cinc guardons que li va atorgar l'Instituto Mexicano de Cinematografía per: edició, música original, execució musical, so i ambientació. La música simfònica que s'escolta al llarg del film va ser composta pel músic Luis Ignacio Guzmán. Treball pel qual va rebre diverses nominacions i premis.

## Festivals
Calacán va participar com a representant de Mèxic en festivals internacionals com:
- El Festival Iberoamericà a Huelva, Espanya (1986).[24]
- El Festival de Cinema Llatí a Nova York (1986),[25]
- El 15è Festival Internacional de Cinema de Moscou (1987)[26]i el Festival Francès de Cinema Infantil Llatinoamericà en 1990.[27]

## Crítiques
| «                                   | "Calacán és un ingenu esforç i no per ingenu menys laboriós i imaginatiu per reconstruir fragments trencats de la nostra identitat a través de la juganera exaltació dels símbols populars de la mort. Tres nivells narratius: present teatral i fantasiós, passat familiar i real, imaginació fora d'aquest món, sàviament imbricats a través d'un exemplar treball organitzatiu (edició, cort i muntatge) a càrrec de Luis Kelly, van saber conduir-nos a aquesta altra realitat que és la nostra mort". | » |
| — Miguel Barbachano Ponce, Críticas | |   |

| «                      | "Calacán és una pel·lícula infantil per a adults, que pretén recuperar un temps i color mexicà.". | » |
| — Unomásuno, Mayo 1985 |                                                                                                   |   |

.
| «                                                     | "Calacán (és) una pel·lícula mexicanista amb un guió ben escrit; és sens dubte, un cinema intel·ligent per a nens.". | » |
| — Alberto Isaac, Instituto Mexicano de Cinematografía | |   |

.
| «                              | "Calacán, una nova experiència de cinema experimental amb imaginació. | » |
| — Diario de México, Junio 1986 |                                                                       |   |

.